# Calephelis browni
Calephelis browni is een vlindersoort uit de familie van de prachtvlinders (Riodinidae), onderfamilie Riodininae.
Calephelis browni werd in 1971 beschreven door McAlpine.